# Vanilloideae
La subfamilia  Vanilloideae pertenece a la familia Orchidaceae.
Vanilloideae era un antiguo clado que se reconoce hoy en día como una subfamilia propia. Pero, desde un punto de vista molecular, está hermanada con la subfamilia   Epidendroideae y subfamilia Orchidoideae. Esta subfamilia es una rama en la dicotomía basal de las Orquídeas monandras.
Esta subfamilia comprende 15 géneros y alrededor de 180 especies que pertenecen a las tribus Pogoniinae y Vanillinae. Su distribución es tropical, especialmente en Asia, Australia y Norteamérica. La especie más conocida es Vanilla planifolia, de la que se obtiene el saborizante, vainilla.

## Especies
Las especies de la tribu Pogoniinae tienen margen labial laciniado, con pétalos y sépalos rosas, raramente blancos o azulados. Los sépalos tienen forma oblonga, elíptica y lanceolada.
- Tribu Pogoniinae
- Géneros:
Cleistes
Duckeella
Isotria
Pogonia
Pogoniopsis

Las especies de la tribu Vanilleae son plantas caracterizadas por largos y suculentos tallos trepadores y labelo sin espolón.
- Tribu Vanilleae
  - Subtribu: Galeolinae
    - Géneros: Cyrtosia - Erythrorchis - Galeola - Pseudovanilla

  - Subtribu: Lecanorchinae
    - Géneros: Lecanorchis

  - Subtribu: Vanillinae
    - Géneros: Clematepistephium - Dictyophyllaria - Epistephium - Eriaxis - Vanilla